# Шоссе Каир — Кейптаун
Шоссе Каир-Кейптаун — трансафриканская автомобильная дорога , соединяющая Каир в Египте с Кейптауном в Южной Африке. Маршрут дороги проходит по территории девяти (десяти) африканских государств, и имеет общую протяженность — 10 228 км. Проектирование строительство и обслуживание шоссе осуществляется Экономической комиссией ООН для Африки, Африканским банком развития и Африканским союзом.

## История

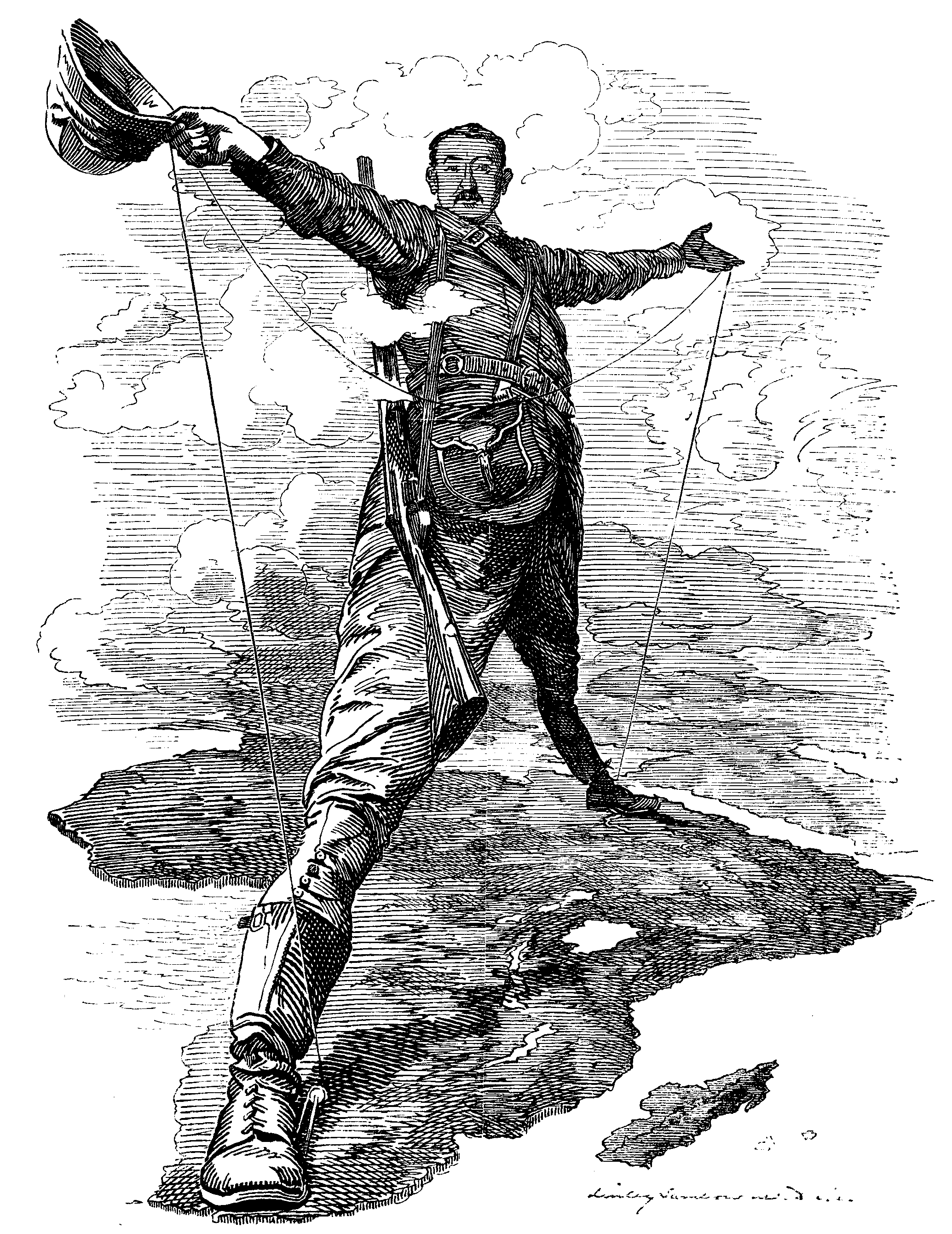
Колосс Родса: карикатура на Сесила Родса после того, как он объявил о планах строительства телеграфной линии и железной дороги от Кейптауна до Каира.

Ещё Британская империя намеревалась построить дорогу через весь африканский континент, связав одной дорогой (Панафриканским шоссе от Кейпа до Каира) большинство своих восточно-африканских колоний. Предложение о трансконтинентальном маршруте с севера на юг было сделано в 1874 году сэром Эдвином Арнольдом, тогдашним редактором Daily Telegraph и совместным спонсором экспедиции Г. М. Стэнли в Африку для изучения течения реки Конго. Считалось, что дорога сплотит британские колонии Африки и даст Великобритании доминирующее политическое и экономическое влияние на континенте, закрепив её положение мировой колониальной державы. Одним из главных сторонников маршрута стал Сесил Джон Родс, хотя он предпочитал железную дорогу.
Однако противниками англичан оказались французы, имеющие конкурирующую стратегию, направленную на то, чтобы связать скоростной дорогой колонии Франции с запада на восток в широкой северной части Африки — от Сенегала до Джибути. На их пути стояли тогда ещё непокорённые Судан и Эфиопия. В 1897 году Франция направила экспедицию майора Маршана для установления протектората в южном Судане и установления транспортного маршрута через Эфиопию. Но в Фашоде отряд французов столкнулся с британской флотилией на Ниле. Инцидент в Фашоде едва не привёл к полномасштабной войне Англии с Францией, последняя всё же отступила.
Германская Восточная Африка (Танганьика, ныне Танзания) была пробелом в британских территориях, но Родс считал Германию естественным союзником, и незадолго до своей смерти убедил кайзера Германии Вильгельма II разрешить прохождение через немецкую колонию трансафриканской телеграфной линии Каир-Кейптаун. В 1918 году Танганьика стала британской, и разрыв в территориях был заполнен.
Первая известная попытка проехать на автомобиле из Кейптауна в Каир была предпринята капитаном Келси в 1913—1914 годах, но он был убит леопардом в Родезии. Первым успешным путешествием была экспедиция 1924 года, возглавляемая майором Чаплином Корт Триттом и описанная его женой Стеллой Корт Тритт из Кейптауна в Каир (1927), в ходе которой два лёгких грузовика Crossley выехали из Кейптауна 23 сентября 1924 года и прибыли в Каир 24 января 1926 года.
В межвоенное время активизировалось строительство и реконструкция множества автомобильных дорог с организацией их в единый трансконтинентальный маршрут. Наиболее известным его участком была Великая северная дорога (Замбия). Тогда же в Аруше (Танзания) был установлен указатель, указывающий середину дороги.

## Некоторые изменения в первоначальных планах
При проектировании трансконтинентального шоссе рассматривались различные предложения по созданию кратчайшей, максимально прямой дороги, на пути которой находятся многоводные реки, безжизненные пустыни, топкие болота, непролазные джунгли, опасные горы и зоны боевых действий. Учитывая экономическую и технологическую отсталость Африки с совершенно недостаточным финансированием строительства, пришлось искать более упрощённые, и не всегда лучшие, обходные пути.
Приемлемым представлялся маршрут на юг вдоль Нила, который затем с востока огибал экваториальные леса по берегам озёр Альберта, Виктория и Танганьика. Далее дорога должна была уходить на запад, чтобы преодолеть бурную и широкую реку Замбези по строящемуся в 1904—1905 годах мосту водопада Виктория — единственному в то время мосту через эту реку. А после этого моста — опять на восток, обходя знойную пустыню Калахари, а потом — опять на запад в конечный пункт Кейптаун.
Ко крупным поселениям уже имелись грунтовые дороги, предназначенные для передвижения повозок, запрягаемых домашними животными. С появлением тяжёлого и скоростного автомобильного транспорта, эти дороги стали более тщательно выравниваться, расширяться и застилаться гравийным, бетонным или асфальтовым покрытием. Лучшими автомобильными дорогами стали те, что ведут к столицам государств. Поэтому шоссе Каир-Кейптаун стало, большей частью, меж-столичным, и его географический центр сместился на восток, из-за прохождения через столицу Кении — Найроби и через столицу Танзании — Додому.
Поскольку автомобильную трассу не реально сделать прямой, были предложения сделать ещё больший крюк на восток, чтобы дорога прошла возле густонаселённого и экономически более высокоразвитого побережья Индийского океана. Но тогда территории Эфиопии, Сомали и Мозамбика не считались британскими колониями.
Южная Африка — более развитый регион, где сравнительно легко построили спрямляющий участок шоссе в стороне от густонаселённых районов Хараре, Претории и Йоханнесбурга.
После Второй мировой войны и разрушения британской колониальной системы, возрождение дороги произошло в 1980-х годах. Из-за тогдашнего режима апартеид, ЮАР была исключена из общего маршрута. Поэтому в документах шоссе могло обозначаться как «шоссе Каир-Габороне» или «шоссе Каир-Претория».
В Кении есть асфальтированное шоссе до границы с Суданом, но с отделением от последнего южной части и гражданской войны в Южном Судане 2013 — 2020 годов, стало очень плохим и часто непроезжим даже без военных конфликтов. Поэтому автомобилисты обычно предпочитают маршрут через Эфиопию. Граница между Суданом и Южным Суданом была закрыта в 2011 году, и вновь открылась только в 2022 году. Маршрут от Исиоло в Кении до Мояле на границе с Эфиопией через северную кенийскую пустыню перестал быть опасным из-за бандитов, и теперь он заасфальтирован, вопреки текущему графическому обозначению на рисунке-карте восточной Африки. Эфиопский участок полностью представляет собой асфальтированную дорогу, хотя большая часть эфиопского участка проходит по гористой местности, из-за чего участки дороги могут быть опасными.

## Особенности современной трассы

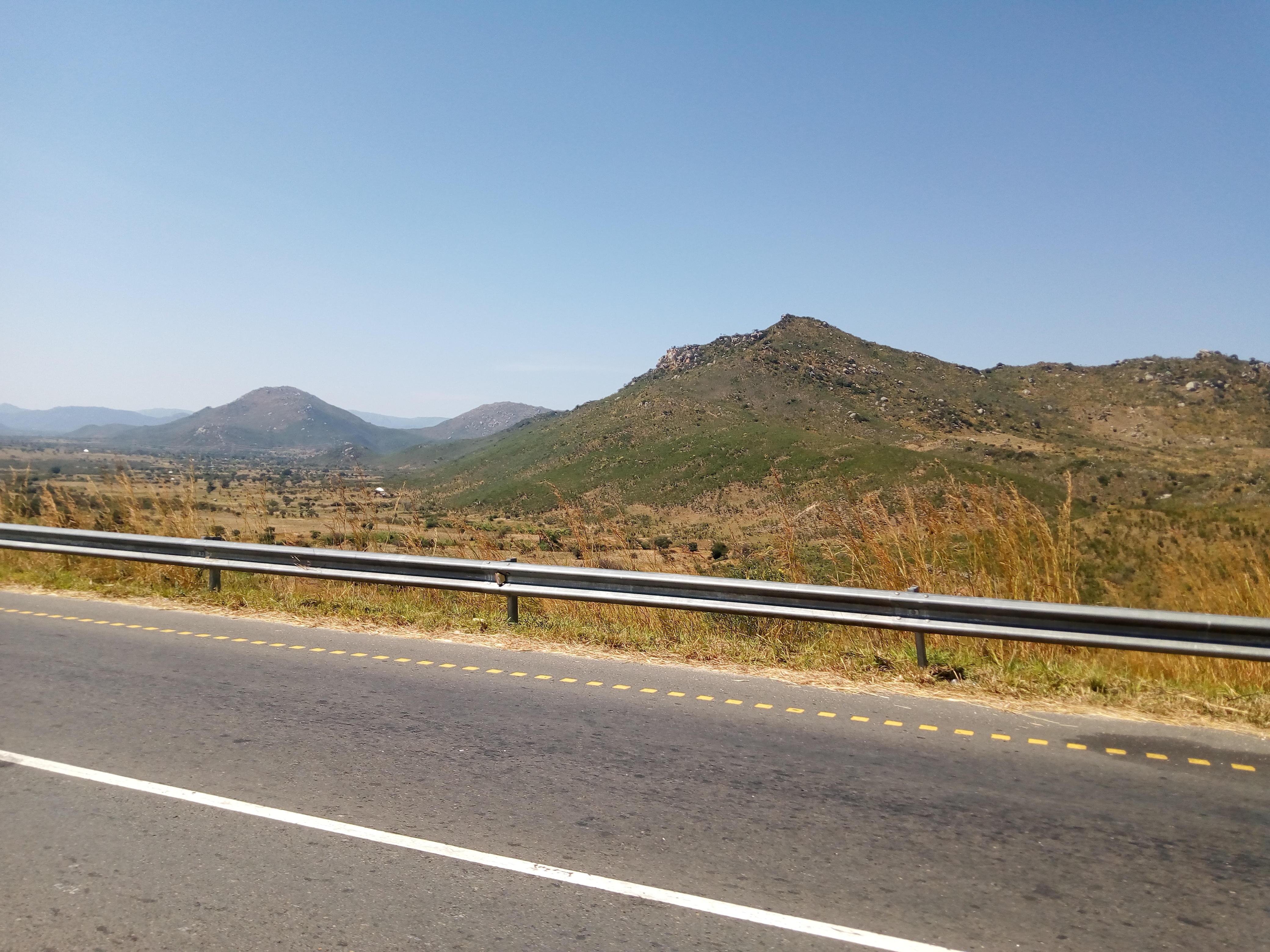
Пейзаж между Ирингой и Додомой.

В Египте от Каира на юг до Асуанской плотины по обеим берегам Нила имеется (и строятся дополнительные) несколько автомобильных дорог хорошего качества, в том числе — скоростные 4-полосные, с многоуровневыми развязками.
Затем начинается самый сложный участок на всем пути от Кейптауна до Каира. По берегам водохранилища Насер почти нет автомобильных дорог. Уровень воды постоянно меняется в зависимости от сезона дождей в верховьях Нила. Разливы могут затопить очень большие площади пустыни, быстро размывая неустойчивые к воде песчаные берега. А там, где берега из твёрдых скал, прорубать сквозь них дорогу слишком накладно, даже экономически развитому Египту. С востока к водохранилищу подходит знойная Нубийская пустыня, а с запада — Сахара. Окружные дороги в обеих этих пустынях уже обустраиваются, но без дополнительной подготовки автомобилей и экипажей путешествовать по ним не рекомендуется.
Большая часть автотранспорта на этом участке пользуется паромами от Асуана, или от музейного Абу-Симбела, до суданского города Вади-Хальфа. По суданской дороге A1 маршрут продолжается вдоль Нила через город Донгола, а от города Низейза около 300 километров по пустыне до столицы Судана — Хартума. Есть вариант преодолеть путь восточнее — через Атбару.
Между Вад-Медани и эфиопским городом Верэта шоссе совпадает с другим трансафриканским маршрутом — с шоссе Нджамена-Джибути. 
При въезде в Кению начинается и продолжается до самого Кейптауна левостороннее движение. В Найроби шоссе Каир-Кейптаун пересекается с шоссе Лагос-Момбаса. Участок дороги от Аруши через Бабати и столицу Танзании Додому до Иринги, в центральной Танзании, полностью заасфальтирован и пригоден для проезда большую часть года, несмотря на пунктир, нанесённый по карте.
По шоссе между Ирингой в Танзании и Капири-Мпоши в Замбии через Тундуму и Мпику проходит важный региональный маршрут — шоссе Танзам — первое, и наиболее часто используемое, связующее звено, соединяющее Восточную Африку с Южной Африкой. Танзанийский участок обозначен как дорога Т1 (Танзания), а замбийский участок называется дорога Т2 (Замбия), которая до сих пор иногда именуется Великая северная дорога (Замбия).
От Капири-Мпоши дорога полностью заасфальтирована, в хорошем состоянии, и продолжается на юг через Кабве и Лусаку до моста через реку Кафуэ, и на юго-запад через Мазабуку и Чому до Ливингстона и водопада Виктория, где дорога пересекает реку Замбези и входит в Зимбабве. Участок от Капири-Мпоши до моста Кафуэ является общим с ещё одним трансафриканским шоссе — Бейра-Лобиту.
Участок дороги через Зимбабве заасфальтирован, сначала он идет на юго-восток от водопада Виктория до Булавайо как дорога А8 (Зимбабве), затем в Булавайо поворачивает на юго-запад как дорога А7 (Зимбабве) через Пламтри и пересекает границу Ботсваны по реке Рамокгвебана к городу Франсистаун. Участок дороги через Ботсвану заасфальтирован и проходит от границы с Зимбабве как единая дорога А1 Ботсваны через Франсистаун, Палапье, Габороне и Лобаце до Раматлабамы на границе с Южно-Африканской Республикой, где дорога полностью заасфальтирована, и от границы сначала идет на юг через Мафикенг и Уоррентон по маршруту N18, затем от Уоррентона через Кимберли до Бофорт-Уэст по маршруту N12, затем по маршруту N1 от Бофорт-Уэста, и заканчивается в Кейптауне.

## Появление альтернативных дорог
В ЮАР существует целая сеть альтернативных маршрутов. Один из них от Кейптауна по дороге N1 проходит через Йоханнесбург, Преторию и Байтбридж на пограничной реке Лимпопо, где в 1929 году был построен автодорожный мост. Через Зимбабве дорога А4 (Зимбабве) (дорога R1) идёт до Хараре, а затем — дорога А1 (дорога R3) до пограничного поста Чирунду, где в 1939 году был построен мост Чирунду на реке Замбези, после чего продолжается в Замбии как дорога Т2 до Лусаки. Из Лусаки Великая Северная дорога Замбии продолжает маршрут в Танзанию как дорога Т2, известная как шоссе Танзам.
В 1973 году в мозамбикском городе Тете португальцами был построен километровый автомобильный мост Саморы Машела через реку Замбези, а в 2014 году примерно в шести километрах от этого моста появился его дублёр —  мост Kassuende. Теперь путь от Кейптауна до Каира может пролегать через плотно населённые территории, и значительно большее количество автоводителей может воспользоваться этим маршрутом.
Самым нижним по течению Замбези стал в 2009 году 2376-метровый мост Армандо Эмилио Гебуза возле города  Каия. Но автодорожная сеть на севере Мозамбика у границы с Танзанией, пока оставляет желать лучшего, поэтому крайне восточный маршрут через африканский континент — вдоль побережья Индийского океана — не самый удобный.

## Пересечения с другими трансафриканскими автомобильными дорогами
1. С шоссе Каир-Дакар[англ.]  в Каире
2. С шоссе Нджамена-Джибути  — участок дороги от Вад-Медани в Судане до Верэты в Эфиопии является общим
3. С шоссе Лагос-Момбаса  в Найроби
4. С шоссе Бейра-Лобиту[англ.]  — участок дороги в Замбии от Капири-Мпоши до моста Кафуэ является общим
5. С шоссе Триполи-Кейптаун  в Кейптауне